# Короткокошик шорсткий
Короткокошик шорсткий (Brachythecium salebrosum) — вид мохів порядку гіпнобрієвих (Hypnales).

## Поширення
Ареал охоплює такі частини світу: Європа, Африка, Північна Америка, Азія, Австралія, Нова Зеландія.
Населяє ґрунт, каміння, основи дерев, гнилі колоди, від відкритих до тінистих місць; на висотах від 0 до 1500 метрів.

## Галерея

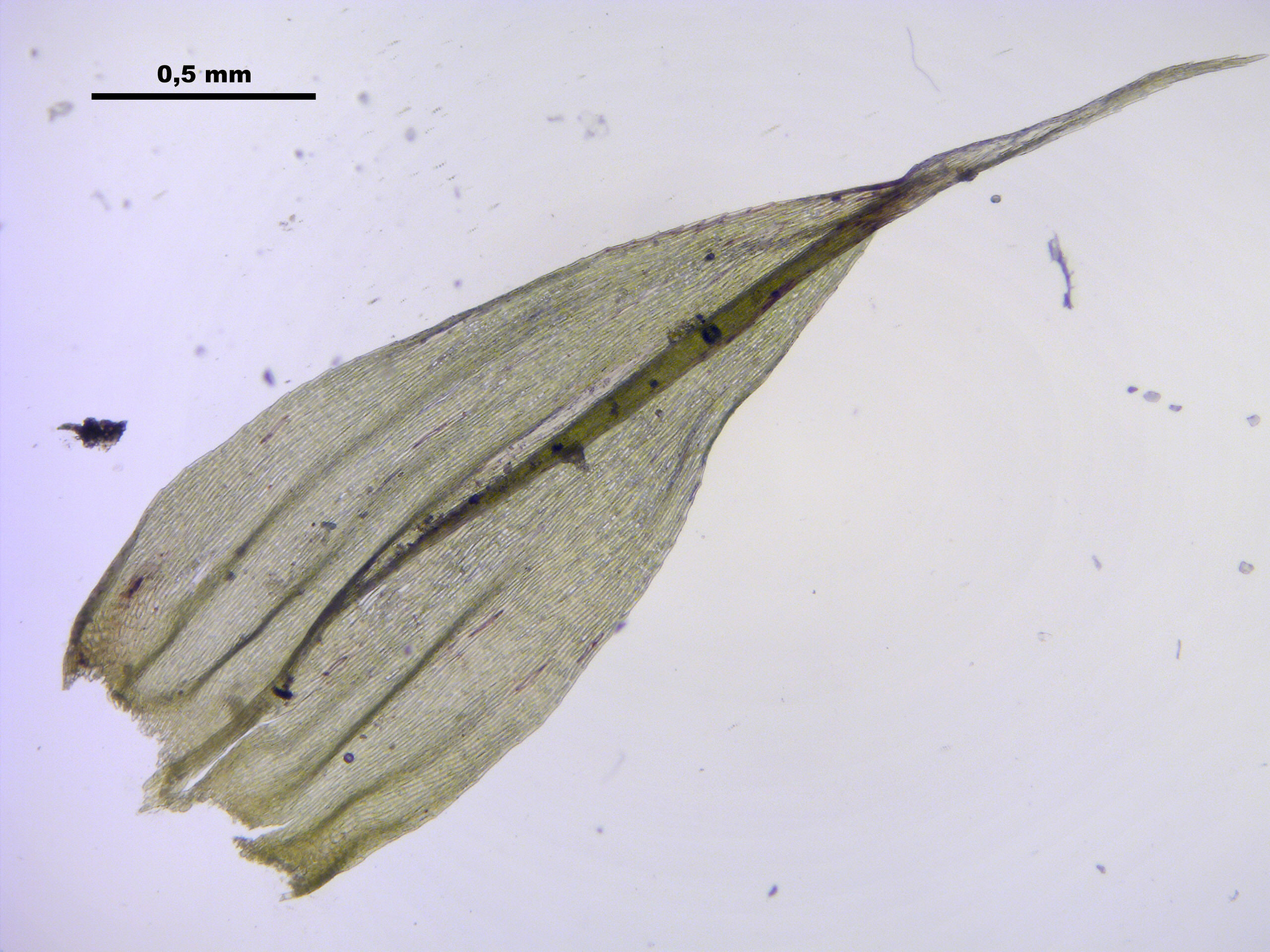
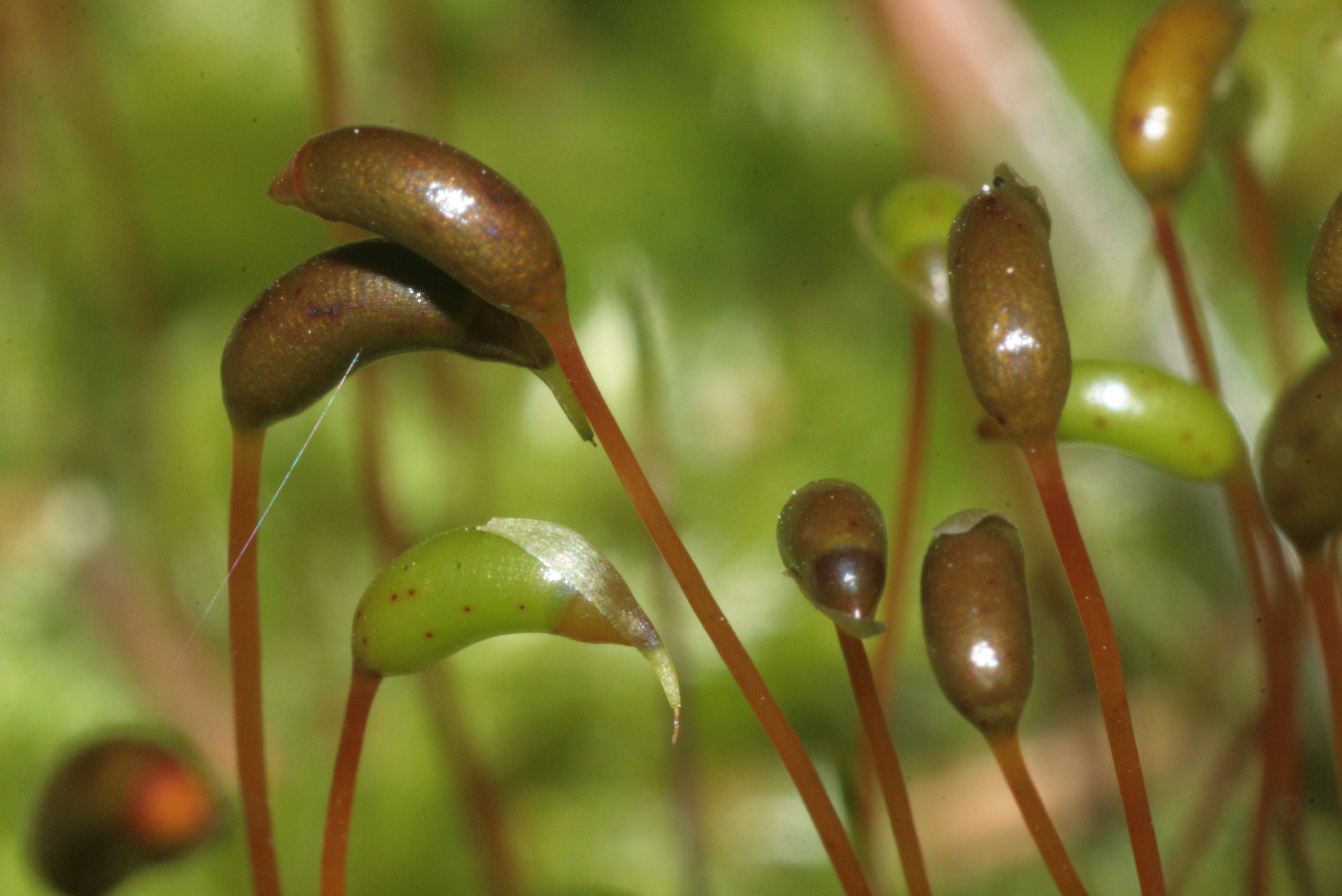

## Характеристика
Рослини середнього або великого розміру, в помірно щільних матах, зелені, жовтуваті, коричневі або коричнево-жовті. Стебла до 8 см, повзучі, неправильно або часто регулярно перисторозсічені, гілки до 8 мм, прямі або злегка вигнуті. Стеблові листки від прямовисних до прямовисно-розпростертих, від нещільно складчастих до дещо розставлених, яйцювато-ланцетні, ланцетні або вузько-яйцювато-трикутні, найширші на 1/10–1/7 довжини листа, злегка увігнуті, складчасті, 1.7–2.6 × 0.6–1 мм; краї рівні або місцями загнуті, зубчасті; верхівка поступово звужена чи довго-загострена. Вид автоіктичний. Коробочкові ніжки від оранжево-коричневого до темно-коричневого кольору, 1–2 см, гладкі. Коробочка горизонтальна, від коричневого до темно-коричневого забарвлення, подовжена, зігнута, 2 мм. Спори 13–17 мкм.